# 무오법정사 항일운동발상지
무오법정사 항일운동발상지(戊午法井寺 抗日運動發祥址)는 대한민국 제주특별자치도 서귀포시 도순동에 있는 일제강점기의 항일운동발상지이다. 2003년 11월 12일 제주특별자치도의 기념물 제61호로 지정되었다.

## 지정 사유
1918년 무오법정사 항일운동은 제주의 항일운동의 효시이며, 1919년 3.1운동 이전에 일제에 항거했던 단일투쟁으로는 최대규모이고, 특히 단순한 종교적 운동이 아니라 일제의 경제적 침탈에 대한 제주도민의 항일투쟁이며 국권회복운동이였다는 점에서 중요한 유적지로 학술적, 역사적 등 문화재적 가치가 높이 평가되어 향토문화 보존에 필요하다고 인정됨

## 개요
무오법정사항일운동은 "기미(1919년) 3·1운동"보다 5개월 먼저 일어난 제주도내의 최초 최대의 항일운동이자 1910년대 종교계가 일으킨 전국 최대 규모의 무장항일운동이다. 1918년 10월 7일(월) 서귀포시 도순동 산1번지에 있는 법정사에서 평소 일본제국의 통치를 반대하던 불교계의 김연일(金連日) · 방동화(房東華) 등 승려들이 중심이 되어 법정사 신도와 ·선도교도 · 민간인 등 700여명이 집단으로 무장하여 2일 동안 조직적으로 일본에 항거한 항일운동으로서, 1919년대의 3·1운동을 비롯하여 민족항일의식을 전국적으로 확산시켜나가는 선구적인 역할을 하였다.
무오법정사항일운동은 당시 법정사 주지인 김연일 스님 등 30여인에 의하여 1918년 5월부터 10월 7일 거사일까지 무장항일거사 계획을 면밀하게 추진해 나가면서『우리 조선은 일본에 탈취 당해 괴로워하고 있다. ..... 1918년(음) 9월 3일 오전 4시 하원리에 집합하라. 그래서 (음)9월 4일 대거 제주향(濟州鄕:제주시)을 습격하여 관리를 체포하고 보통 일본인을 추방하라.』라는 격문을 만들어 법환동 · 호근동 · 영남동 등 각 마을 구장에게 격문을 돌리도록 하고. 10월 7일(음 9. 3)새벽 무장항일운동을 전개하였다.
공격의 1차 목표는 서귀포순사주재소였으나 여의치 못하자 2차 목표인 중문리 순사주재소를 습격하였다. 이 과정에서 ‘큰내’(江汀川)을 가로지르는 전선과 전주 2개를 절단 무너뜨렸고, 하원리에 이르자 항일항쟁에 참여한 가담자가 300~400명에 이르렀다. 중문주재소를 습격하기 위해 중문리로 향하던 일행은 하원리에서 일본인 고이즈미세이싱(小泉淸身), 장로교의 윤식명(尹植明)과 일행 부용혁(夫容赫)을 때려 상처를 입히고, 중문순사주재소에 불을 질렀다. 이후 연락을 받고 출동한 서귀포순사주재소 순사들에 의해 총격을 받고 퇴각하면서 흩어지게 되었다.
무장항일운동에 참여했던 주요 가담자 66명은 광주지방법원 목포지청으로 송치되었으며, 그 중 48명이 소요보안법 위반으로 기소되었고, 1919년 2월 4일. 실형 선고 31명. 벌금 15명. 재판전 옥사 2명, 수감 중 옥사 3명, 불기소 18명이었다.
항일운동의 발상지인 법정사는 '법정악' 능선 해발 680m 지점에 있다. 법당은 우진각 지붕의 초당이었으며, 면적은 87.3m2의 작은 절이었으나, 당시 항일지사들의 체포와 동시에 일본순사들에 의해 불태워졌고 지금은 축대 등 건물 흔적만 남아 있다.
무오법정사항일항쟁성역화사업은 1992년 재판기록이 발굴되었고, 1994년 명예회복을 위한 지역주민들의 청원이 있었으며, 1995년 중문JC에서 광복 50주년 기념사업으로 추모 서제와 만세대행진을 시작하였고, 1996년 무오법정사항일항쟁성역화사업추진위원회가 결성되면서 항일운동발상지의 성역화사업이 추진되어, 2004년도에는 400인의 합동신위와 66인의 영정을 모신 의열사 등이 준공되었다.

## 참고 자료
- 무오법정사항일운동발상지 - 국가유산청 국가유산포털